# Chris Parnell
Thomas Christopher "Chris" Parnell (Memphis, Tennessee, 5 februari 1967) is een Amerikaans acteur, stemacteur en komiek. Hij is onder andere bekend voor zijn rol in 30 Rock, als stem van Jerry Smith in Rick and Morty en als stem van Cyril Figgis in Archer. In 2019 was hij ook stemacteur van Tom Connors in Grand Theft Auto Online, als deel van The Diamond Casino and Resort content-update.

## Filmografie (selectie)
- Biblioteca Nacional de España: XX4928369
- Bibliothèque nationale de France: cb161670510 (data)
- Gemeinsame Normdatei: 1242288597
- International Standard Name Identifier: 0000 0001 0654 7996
- Library of Congress Control Number: no2007137538
- MusicBrainz: e22fd8b6-ed46-4408-a375-245d96d9e6ba
- Virtual International Authority File: 68722739
- WorldCat: E39PBJvH8VY3Jrx99qbt3xmKh3